# Hélène Desputeaux
Hélène Desputeaux est une enseignante, écrivaine et illustratrice québécoise née le 10 juillet 1959. 
Elle a un baccalauréat en arts visuels de l'Université Laval et un baccalauréat en éducation de l'Université du Québec à Montréal. Elle est aussi boursière des Concours de musique du Canada en piano de 1969 à 1972.
Elle a produit plus d'une centaine de livres pour enfants depuis 1983. Elle est particulièrement connue pour ses illustrations de Caillou de 1987 à 1995.

## Honneurs
- 1987 - Finaliste du Prix du Gouverneur général, Bonne fête Madeleine
- 1994 - Prix du livre M. Christie, Le petit pot et La petite sœur
- 1995 - Médaille Raymond-Blais